# Якір Світлана Яківна
Світлана Яківна Якір (Блюма Якір ; 21 червня 1936, Кишинів, Румунське королівство — 19 листопада 1971, Кишинів, Молдавська РСР, СРСР) — молдавська радянська письменниця.

## Життєпис
Світлана Якір народилася 1936 року в Кишиневі в сім'ї бессарабського єврейського письменника Янкла Якіра . Росла в Кишиневі та в містечку Згуріца Сороцького жудеця (тепер Дрокійського району Молдови), де проживала родина матері аж до примусового виселення у віддалені райони Сибіру відразу ж після приєднання Бессарабії до СРСР у 1940 році; бабуся загинула у поселенні.
У роки німецько-радянської війни — в евакуації в Узбекистані. Після війни батько Якір був репресований і сім'я залишилася практично без засобів для існування. У роки відлиги закінчила літературний факультет (російська мова та література) Кишинівського державного педагогічного інституту імені Йона Крянге (1954—1958), після закінчення інституту працювала в бібліотеці. Відвідувала літературне об'єднання при газеті « Молодь Молдавії», яким керував Кирило Ковальджи .
Публікуватися почала в періодичних виданнях Молдови російською мовою невдовзі після закінчення інституту і швидко проявила себе неабияким стилістом. Перша збірка повістей та оповідань «Жив-був двір» вийшла у кишинівському видавництві «Луміна» (Світло) у 1968 році. До її увійшла повість «Ми — тилові діти» та інші оповідання. У 1960-ті роки під ім'ям Блюма Якір публікувала розповіді в московському журналі на їдиші « Совєтіш Геймланд». 1970 року в кишинівському видавництві «Картя молдовеняске» вийшла інша збірка оповідань Світлани Якір «Апроша».
Остання прижиттєва збірка повістей та оповідань «Жил-был двор» вийшла у московському видавництві «Молода гвардія» 1971 року й у тому року Світлана Якір померла після тривалого онкологічного захворювання. Посмертно, в Ізраїлі в перекладі на їдиш, виконаному її батьком Янклом Якіром, вийшла книга «Біла кізочка зі срібними дзвіночками» (Ді Вайсе Ціг Міт Ді Зілберне Глекелех, 1976).
Донька Світлани Якір — ведуча радіо «Девідзон» Вікторія Мунбліт. Тітка (сестра її матері Мані) — єврейська письменниця Енте Маш .

## Книги Світлани Якір
- Здрастуйте, однолітки! Кишинів: Картя молдовеняске, 1965.
- Жив-був двір (Ми — тилові діти, повісті). Кишинів: Луміна, 1968.
- Апроша. Кишинів: Картя Молдовеняске, 1970.
- Жив-був двір (повісті та оповідання). Москва: Молода гвардія, 1971.
- Біла коза зі срібним дзвіночком. З передмовою Єфрема Бауха . Кишинів: Картя Молдовеняске, 1971.
- די װײַסע ציג מיט די זילבערנע גלעקעלעך (ди вайсе циг міт ди зілберне глекелех — біла коза з срібними. Тель-Авів : І. Л. Перець Фарлаг, 1976.